# Donald MacKenzie (réalisateur)
Pour les articles homonymes, voir Donald Mackenzie (homonymie) et MacKenzie.
Donald MacKenzie (né le 17 avril 1879 à Édimbourg en Écosse et décédé le 21 juillet 1972 à Jersey City dans le New Jersey) est un acteur et réalisateur britanno-américain.

## Filmographie partielle

### Acteur
- 1912 : Back to the Kitchen
- 1912 : Trapped by Wireless
- 1912 : Reconciled by Burglars
- 1912 : The Banker's Daughter
- 1912 : Getting the Money
- 1912 : Suppressed Evidence
- 1912 : Her Convict Brother
- 1912 : The Penalty of Intemperance
- 1912 : The Lair of the Wolf
- 1912 : A Political Kidnapping
- 1912 : The Little Keeper of the Light
- 1912 : The Little Wanderer
- 1913 : The Happy Home
- 1913 : The Parting Eternal
- 1914 : Les Exploits d'Élaine (The Perils of Pauline), de Louis J. Gasnier et lui-même
- 1915 : The Tale of a Shirt, de lui-même
- 1929 : The Studio Murder Mystery, de Frank Tuttle
- 1929 : The Mysterious Dr. Fu Manchu, de Rowland V. Lee
- 1929 : Conspiracy, de Christy Cabanne
- 1930 : Scarlet Pages, de Ray Enright
- 1931 : L'Attaque de la caravane (Fighting Caravans), d'Otto Brower et David Burton
- 1931 : Unfaithful, de John Cromwell
- 1931 : Kick In, de Richard Wallace

### Réalisateur
- 1914 : Les Exploits d'Élaine (The Perils of Pauline)
- 1914 : Par la main d'un autre
- 1914 : Detective Craig's Coup
- 1914 : All Love Excelling
- 1914 : Detective Swift
- 1915 : Woof! Woof!
- 1915 : The Tale of a Shirt
- 1915 : The Pardon
- 1915 : The Galloper
- 1915 : The Spender
- 1915 : Mary's Lamb
- 1916 : The Precious Parcel
- 1916 : The Shielding Shadow
- 1916 : The Challenge (en)
- 1917 : The Seven Pearls
- 1919 : The Carter Case
- 1919 : The Fatal Fortune